# Ива белая
И́ва бе́лая, или ветла́, или ива серебристая или белолоз (лат. Sálix álba) — типовой вид лиственных деревьев или кустарников рода Ива (Salix) семейства Ивовые (Salicaceae).
Название ветла используется также как народное для некоторых других видов ив, хотя такое употребление редко встречается в литературе и интернет-источниках. В словаре Даля указывается что ветлой называют иву пепельную и ломкую.

## Ботаническое описание
Дерево (после рубки может принимать форму кустарника) высотой 20—30 м, с шатровидной или широкоокруглой, нередко плакучей кроной, мощным стволом диаметром до 3 м (зачастую стволов несколько), покрытым тёмно-серой глубоко трещиноватой корой (горькой на вкус), на старых стволах — грубо-продольно-трещиноватой. Молодые побеги оливково-зелёные или красно-бурые, на концах серебристо-пушистые. Более старые побеги голые, гибкие, неломкие, блестящие, желтовато-красно-бурых тонов. Нижние ветви часто склоняются до самой земли.
Почки ланцетные, красновато-жёлтые, шелковистые, сплюснутые, с хорошо заметными боковыми килями (выступами), острые, длиной 6 мм, шириной около 1,5 мм, прижаты к побегу. Почечная чешуя одна, в виде колпачка. Листья очерёдные, узколанцетные или ланцетные, мелкопильчатые или цельнокрайные (края не завёрнуты книзу), с заострённой верхушкой, длиной 5—15 см, шириной 1—3 см, при распускании — беловатые, опушены прижатыми серебристыми волосками; позже — сверху тёмно-зелёные, голые, снизу серебристые, опушённые. Прилистники мелкие, узколанцетные, железистые, рано опадающие, серебристо-пушистые. Черешок листа длиной 0,2—1 см, с одной парой желёзок возле основания пластинок. Осенью листья приобретают бронзово-жёлтую окраску, держатся на ветвях долго.
Цветки собраны в рыхлые цилиндрические, довольно толстые серёжки длиной 3—5 см. Прицветные чешуи желтоватые или зеленоватые, вогнутые, волосистые у основания, у женских цветков рано опадающие. Тычинок две, свободных, внизу волосистых; пыльники ярко-жёлтые, позже красноватые; нектарников два, передний и задний, иногда раздвоенных. Завязь яйцевидно-коническая, тупая, голая. Столбик короткий или очень короткий, часто несколько раздвоенный; рыльце жёлтое, раздвоенное, с продолговатыми лопастями. Цветёт в апреле — мае одновременно с распусканием листьев.
Плоды — коробочки длиной 4—6 мм, на ножках длиной до 1 мм. Семена созревают в мае — июне через четыре—пять недель после цветения, разносятся ветром.
В условиях Ростовской области сумма эффективных температур для начала цветения 102,0±2,7 °С, а для окончание цветения 174,9±2,8 °С.

## Распространение и экология
Ареал вида — Европа (за исключением Крайнего Севера), Западная Сибирь, Малая Азия, Иран, Казахстан.
Ива белая натурализовалась в Северной Америке и Средней Азии. Обычное дерево Средней России.
Произрастает на плавнях, по берегам рек, арыков, прудов и водоёмов, на плотинах, насыпях, откосах, вдоль дорог и около жилья в населённых пунктах; нередко образует довольно крупные рощи, тянущиеся вдоль рек на многие километры. В горах поднимается почти до 2000 м.
Растет на почвах с кислой реакцией, мирится с нейтральной, плохо переносит щелочную. Более или менее устойчива к засолению почвы. Нуждается в притоке почвенного кислорода. Хорошо переносит затопление и может переносить его до 6 месяцев. При длительном затоплении на коре деревьев развиваются дополнительные корни, назначение их — снабжение дерева кислородом и водой, поступление которых в этом случае через корни прекращается. Дополнительные корни развиваются также при засыпании ствола песком и илом. Светолюбивая порода. Турский М. К. ставил её в ряду светолюбия на шестое место среди древесных пород.
Разводится во многих местах как культурное, часто дичает на месте посадок. Ива белая светолюбива, морозостойка (зимостойка в зоне 2 USDA), малотребовательна к почвам (хотя предпочитает влажные); наилучшими почвами, по-видимому, являются песчаные и песчано-илистые пойменные наносы. Хорошо переносит городские условия. В культуре долговечна, доживает до 100 лет.
Размножается семенами. Семена быстро теряют всхожесть, поэтому для разведения этого вида их почти не используют. В культуре легко размножается вегетативно, «кольями» (стеблевыми черенками), могут укореняться упавшие ветки. Корневую поросль даёт редко.

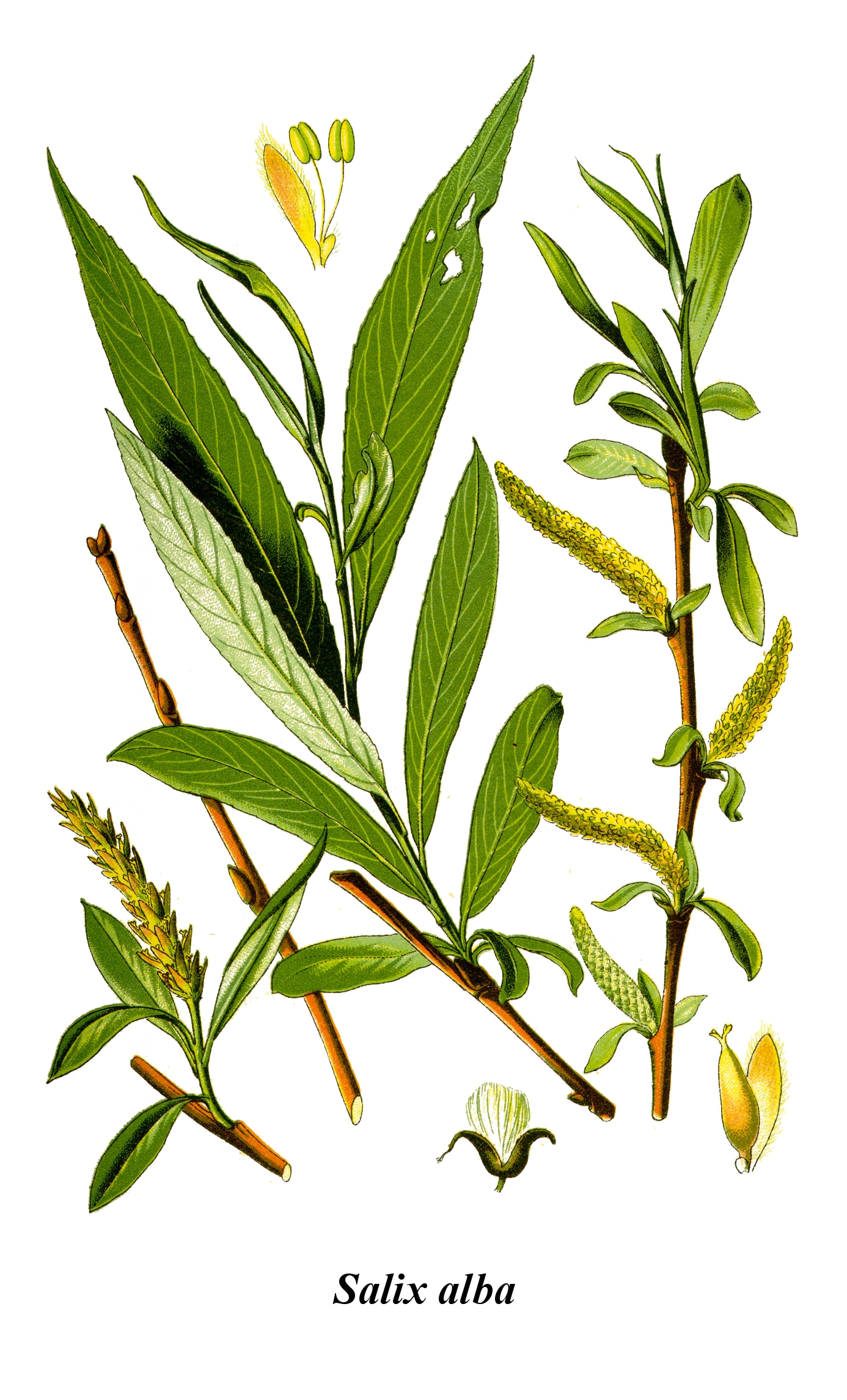

## Химический состав
Ветви летней заготовки содержали 14,2 % протеина при 25 % клетчатки. Коэффициенты переваримости: протеина 57 %, жира 55 %, клетчатки 34 %, БЭВ 68 %. 100 кг корма (при влажности 46 %) содержало 3,2 кг перевариваемого белка, 19 кормовых единиц. Даже листья, собранные в октябре, содержали значительное количество протеина (13,2 %) и относительно немного клетчатки (16,2 %). В свежих листьях содержится 119—152 мг % аскорбиновой кислоты. В золе ветвей содержалось: 19,92 % калия, 8,82 % натрия, 5,04 магния, 0,80 % железа, 7,04 % фосфора, серы 2,28 %, хлора 0,29 %. В золе листьев содержалось 15,2 % оксида серы.

## Хозяйственное значение и использование
Ядровая древесина рассеянно-сосудистая, мягкая, лёгкая. Заболонь, узкая, белая; ядро нежно-розоватое или буровато-красное. Годичные кольца на поперечном и радиальном разрезах различаются довольно ясно. Используется как поделочный (корыта, посуда, челноки) и изредка как строительный материал. Из лубяных волокон коры изготовляют верёвки и канаты. Прутья употребляются для изготовления фашин и изгородей. Древесина очень гибкая, поэтому незаменима для гнутых изделий, в частности дуг. Из крупных стволов выдалбливают корыта и колоды для водопоев. Перестойные деревья поражается сердцевинной гнилью.
Из стволов строили избы в Рязанской и Черниговской губерниях, которые отличались теплотой и по прочности не уступали осиновым.
Широко применяется в декоративном садоводстве, особенно в композициях больших парков и лесопарков, расположенных на берегах крупных водоёмов. Декоративна формой кроны, цветением, цветом коры побегов, серебристым опушением нижней стороны листьев (что делает дерево очень эффектным при ветреной погоде), склоняющимися ветвями. Быстрый рост позволяет успешно использовать иву белую для скорейшего озеленения и при обсадке дорог.
Кора содержит до 11 % танинов и используется как дубитель для кож (но реже, чем кора других видов) и краситель для шёлка, лайки и шерсти (окрашивает в красновато-коричневый цвет). В местах, где мало липы, кору ветлы использовали для плетения лаптей.
Кора имеет и лекарственное значение. Благодаря присутствию гликозида салицина (до 0,5 %) она обладает жаропонижающими свойствами и использовалась раньше при лихорадочных состояниях, в частности, как противомалярийное средство. Обладает также вяжущими свойствами и применяется в народной медицине для полосканий при воспалении слизистых оболочек ротовой полости и верхних дыхательных путей.
Ветви зимой поедаются пятнистым оленем. Листья и молодые побеги хорошо поедаются козами и овцами, удовлетворительно — верблюдами, плохо или ниже среднего лошадьми, скотом. Молодые ветви и листья в виде сухих веников могут заготавливаться для коз и овец.

### В пчеловодстве
Один из самых ранних и наиболее ценных медоносов. С ивы пчёлы берут нектар, цветочную пыльцу и пчелиный клей. Из нектара пчёлы делают до 3—4 кг мёда в день (150 кг с 1 га). За сутки один цветок выделяет 0,3—0,5 мг нектара с концентрацией сахара 50—60 %. Среди семейства ивовых занимает первое место по выделению нектара. Даёт нектар и пыльцу ежегодно. В средней полосе России ива белая зацветает одновременно с другим важным ранним медоносом — клёном остролистным. Мёд с ивы золотисто-жёлтого цвета, при кристаллизации становится мелкозернистым, приобретает кремовый оттенок, обладает хорошими вкусовыми качествами.

## Классификация

### Таксономия
- Salix alba L., 1753, Sp. Pl. : 1021

Вид Ива белая включается в род Ива (Salix) семейства Ивовые (Salicaceae) порядка Мальпигиецветные (Malpighiales), последовательно входящего в более крупные клады Фабиды → Розиды → Суперрозиды → Эвдикоты → Цветковые растения. Таксономическая схема в соответствии с Системой APG IV по состоянию на июнь 2024 года:
|  |                          |  |                                   |                                   |                  |  | еще 35 семейств | еще 35 семейств |               |  |                         |  | еще 625 подтвержденных видов и 1 028 видов, ожидающих подтверждения | еще 625 подтвержденных видов и 1 028 видов, ожидающих подтверждения |  |
|  |                          |  |                                   |                                   |                  |  | еще 35 семейств | еще 35 семейств |               |  |                         |  | еще 625 подтвержденных видов и 1 028 видов, ожидающих подтверждения | еще 625 подтвержденных видов и 1 028 видов, ожидающих подтверждения |  |
|  |                          |  |                                   | порядок Мальпигиецветные          |                  |  |                 |                 | род Ива       |  |                         |  |                                                                     |                                                                     |  |
|  |                          |  |                                   | порядок Мальпигиецветные          |                  |  |                 |                 | род Ива       |  | 2 внутривидовых таксона |  |                                                                     |                                                                     |  |
|  | клада Цветковые растения |  |                                   |                                   | семейство Ивовые |  |                 |                 | вид Ива белая |  |                         |  |                                                                     |                                                                     |  |
|  | клада Цветковые растения |  |                                   |                                   |                  |  |                 |                 |               |  |                         |  |                                                                     |                                                                     |  |
|  |                          |  | ещё 63 порядка цветковых растений | ещё 63 порядка цветковых растений |                  |  |                 | еще 55 родов    | еще 55 родов  |  |                         |  |                                                                     |                                                                     |  |
|  |                          |  |                                   | ещё 63 порядка цветковых растений |                  |  |                 |                 | еще 55 родов  |  |                         |  |                                                                     |                                                                     |  |

### Внутривидовые таксоны
- Salix alba subsp. micans (Andersson) Rech.f.
- Salix alba var. caerulea (Sm.) W.D.J.Koch

### Декоративные садовые формы и культивары
- f. argentea = f. regalis = 'Sericea' = 'Splendens' = var. sericea (англ. silver willow) — примечательна насыщенным серебристым цветом листьев (с обеих сторон).
- 'Britzensis' = 'Chermesina' (англ. red osier; scarlet willow) — примечательна оранжево-красным цветом молодых побегов зимой.
- subsp. caerulea — 'Coerulea' — примечательна голубоватыми листьями.
- 'Hutchinson’s Yellow' — примечательна золотисто-жёлтым цветом побегов.
- 'Liempde' — примечательна красивой формой кроны: она узкоконическая, диаметром 10—12 м.
- 'Ovalis' — примечательна продолговато-эллиптическими листьями.
- 'Pendula' — примечательна плакучей кроной.
- 'Tristis' (англ. golden weeping willow; нем. Trauerweide) — примечательна очень живописной плакучей кроной и ярко-жёлтыми побегами.
- subsp. vitellina = var. vitellina = 'Vitellina' — похожа на f. argentea, но дополнительно примечательна жёлтым цветом побегов.
- 'Vitellina Britzensis' — примечательна оранжево-красными побегами.
- 'Vitellina Pendula' — примечательна очень длинными жёлтыми побегами.